# Paros
Paros (tiếng Hy Lạp: Πάρος; tiếng Venezia: Paro; tiếng Anh: /ˈpɛərɒs/) là một hòn đảo của Hy Lạp ở phần trung tâm của biển Aegea. Hòn đảo là một phần của nhóm đảo Cyclades, đảo nằm ở phía tây của Naxos, cách nhau qua một eo biển rộng khoảng 8 km (5 mi). Đảo nằm cách xấp xỉ 100 nmi (185 km) về phía đông nam của Piraeus. Khu tự quản Paros bao gồm cả một số đảo nhỏ không người ở lân cận với tổng diện tích 196,308 km². Khu tự quản gần nhất là Antiparos, nằm ở phía tây nam.
Về mặt lịch sử, Paros được biết đến nhiều với đá cẩm thạch trắng và đẹp, từ đó đã dẫn đến thuật ngữ "Parian" để mô tả đá cẩm thạch hay gốm sứ với chất lượng tương tự. Ngày nay, các mỏ khai thác đá đã bị bỏ hoang và có thể trông thấy tại đảo, song Paros nay đã trở thành một địa điểm du lịch nổi tiếng.
Hòn đảo có diện tích 165 km2 (64 dặm vuông Anh). Chiều dài nhất từ đông bắc đến tây nam là 13 mi (21 km), và bề rộng lớn nhất là 10 mi (16 km). Hòn đảo có hình tròn, giống như một quả lê tròn trịa, được tọa thành từ một ngọn núi cao (724 m (2.375 ft)) dốc xuống các đồng bằng ven biển, các đồng bằng ven biển ở phía đông bắc và tây nam là rộng nhất. Một tuyến phà hoạt động cả ngày đi và đến từ Pounda, 3 dặm về phía nam Parikia.